# Ki no Haseo
Ki no Haseo (纪长谷雄, , 845 - 1 de março de 912) , foi um político, acadêmico e poeta do Período Heian da História do Japão.
Haseo estudou inicialmente com Okura Yoshiyuki , e em seguida com Sugawara no Michizane que o reconhece - além dele próprio - como o único poeta que segue o verdadeiro caminho da poesia  . Foi um grande conhecedor de Kanbun e Kanshi . Como o autor de poemas em chinês, ele é comparado com Bai Juyi . No entanto, de sua poesia, só nos chegaram alguns poemas nas antologias Honchō monzui e Fusō-shu bem como fragmentos de sua própria antologia Kika-shu .
Haseo foi chefe dos arquivistas (図书头, Zusho-no-kami) do  Bureau do Arquivo da Corte (図书寮, Zusho-ryō) e confidente do Imperador Uda . Como tal, fica mesmo depois de sua abdicação, para ser nomeado Chūnagon em 911. Como tal, foi professor conselheiro do Imperador Daigo e contribuiu para a elaboração do código legal Engishiki .